# Sofia Boutella
Sofia Boutella (Bab El Oued; 3 de abril de 1982) es una bailarina y actriz argelina. Como bailarina trabajó para la cantante Madonna en dos giras mundiales y varios de sus videoclips. También apareció en algunas campañas publicitarias de la marca Nike. Incursionó en la pantalla grande al interpretar a Eva en la película StreetDance 2 (2012), Ara en Monsters: Dark Continent (2014), Gazelle en Kingsman: The Secret Service (2014), Jaylah en Star Trek Beyond (2016), a la princesa Ahmanet en La momia (2017), a la espía francesa Delphine Lasalle en Atómica (Atomic Blonde, 2017) y protagonizando la película Clímax (2018) del director Gaspar Noé.

## Biografía
Boutella nació en el distrito de Bab El Oued, en Argel, hija del compositor y músico de jazz Safy Boutella, y de su esposa, que es arquitecta. Desde los 5 años se dedicó a la gimnasia artística y fue gimnasta de la selección nacional francesa a los 10. Se retiró del deporte al descubrir su pasión por el break dance, al que se ha dedicado hasta el presente. A los 10 años se trasladó con su familia a vivir a Francia. Es conocida por sus bailes acrobáticos en los anuncios de Nike y ha participado en los vídeos musicales de Madonna "Hung Up" y "Sorry" y formó parte del cuerpo de baile que la acompañó durante las giras Confessions Tour y Sticky and Sweet Tour, al igual que en el Half Time del Super Bowl XLVI en el 2012. Otros videoclips en los que aparece son "Feel the Vibe" de Axwell y "Hollywood Tonight" de Michael Jackson, entre otros.
En cine ha trabajado en las películas StreetDance 2 (2012), Monsters: Dark Continent (2014) y Kingsman: The Secret Service (2014). Es conocida también por el papel que desempeñó en la película Star Trek Beyond (2016). En 2017 interpretó al villano principal en la película La momia, protagonizada por Tom Cruise, Russell Crowe y Annabelle Wallis

### Vida personal
Desde 2014 hasta 2018 mantuvo una relación con el actor irlandés Robert Sheehan.

## Filmografía

### Cine
| Año  | Título original                      | Título en español                                                    | Personaje                   | Director                  |
| ---- | ------------------------------------ | -------------------------------------------------------------------- | --------------------------- | ------------------------- |
| 2002 | Le Défi                              | Esp.: Dance Change                                                   | Samia                       | Blanca Li                 |
| 2012 | StreetDance 2                        | Esp.: Street Dance2                                                  | Eva                         | Max Giwa y Dania Pasquini |
| 2014 | Monsters: Dark Continent             | Esp.: Monstros; continente oscuro                                    | Ara                         | Tom Green                 |
| 2014 | Kingsman: The Secret Service         | Esp.: Kingsman; el servicio secreto His.: Kingsman; servicio secreto | Gazelle                     | Matthew Vaughn            |
| 2016 | Star Trek Beyond                     | Esp.: Star Treck: más allá His.: Star Treck: sin límites             | Jaylah                      | Justin Lin                |
| 2016 | Tiger Raid                           | Esp.: Tiger raid                                                     | Shadha                      | Simon Dixon               |
| 2016 | Jet Trash                            | Esp.: Jet trash                                                      | Vix                         | Charles Henri Belleville  |
| 2017 | The Mummy                            | Esp.: La momia                                                       | Princesa Ahmanet / La Momia | Alex Kurtzman             |
| 2017 | Atomic Blonde                        | Esp.: Atómica                                                        | Delphine Lasalle            | David Leitch              |
| 2018 | Hotel Artemis                        | Esp.: Hotel Artemis                                                  | Nice                        | Drew Pearce               |
| 2018 | Climax                               | Esp.: Climax                                                         | Selva                       | Gaspar Noé                |
| 2020 | Prisoners of the Ghostland           | Esp.: Prisioneros de Ghostland                                       | Bernice                     | Sion Sono                 |
| 2020 | Settlers                             | Esp.: Settlers                                                       | ILSA                        | Wyatt Rockefeller         |
| 2023 | Rebel Moon - Part 1: A Child of Fire | Esp.: Rebel Moon - Parte 1: La niña del fuego                        | Kora / Arthelais            | Zack Snyder               |
| 2024 | Rebel Moon – Part Two: The Scargiver | Esp.: Rebel Moon - Parte 2: La guerrera que deja marca               | Kora / Arthelais            | Zack Snyder               |
| 2024 | The Killer's Game                    | Esp.: El juego del asesino His.: Juego de asesinos                   | Maize                       | J.J. Perry                |

### Televisión
| Año  | Título original           | Personaje | Notas                                               |
| ---- | ------------------------- | --------- | --------------------------------------------------- |
| 2004 | Les Cordier, juge et flic | Maya      | Serie de televisión - Episodio Temps mort           |
| 2005 | Permis d'aimer            | Lila      | Película para televisión, dirigida por Rachida Krim |
| 2018 | Fahrenheit 451            | Clarisse  | Película para televisión                            |
| 2019 | Modern Love               | Yasmine   | Serie de televisión - 2 episodios                   |
| 2022 | SAS: Rogue Heroes         | Eve       | Serie de televisión - 12 episodios                  |

### Doblaje
| Año  | Título original | Rol | Notas                     |
| ---- | --------------- | --- | ------------------------- |
| 2006 | Azur & Asmar    | Voz | Doblaje de voz al francés |

### Vídeos musicales

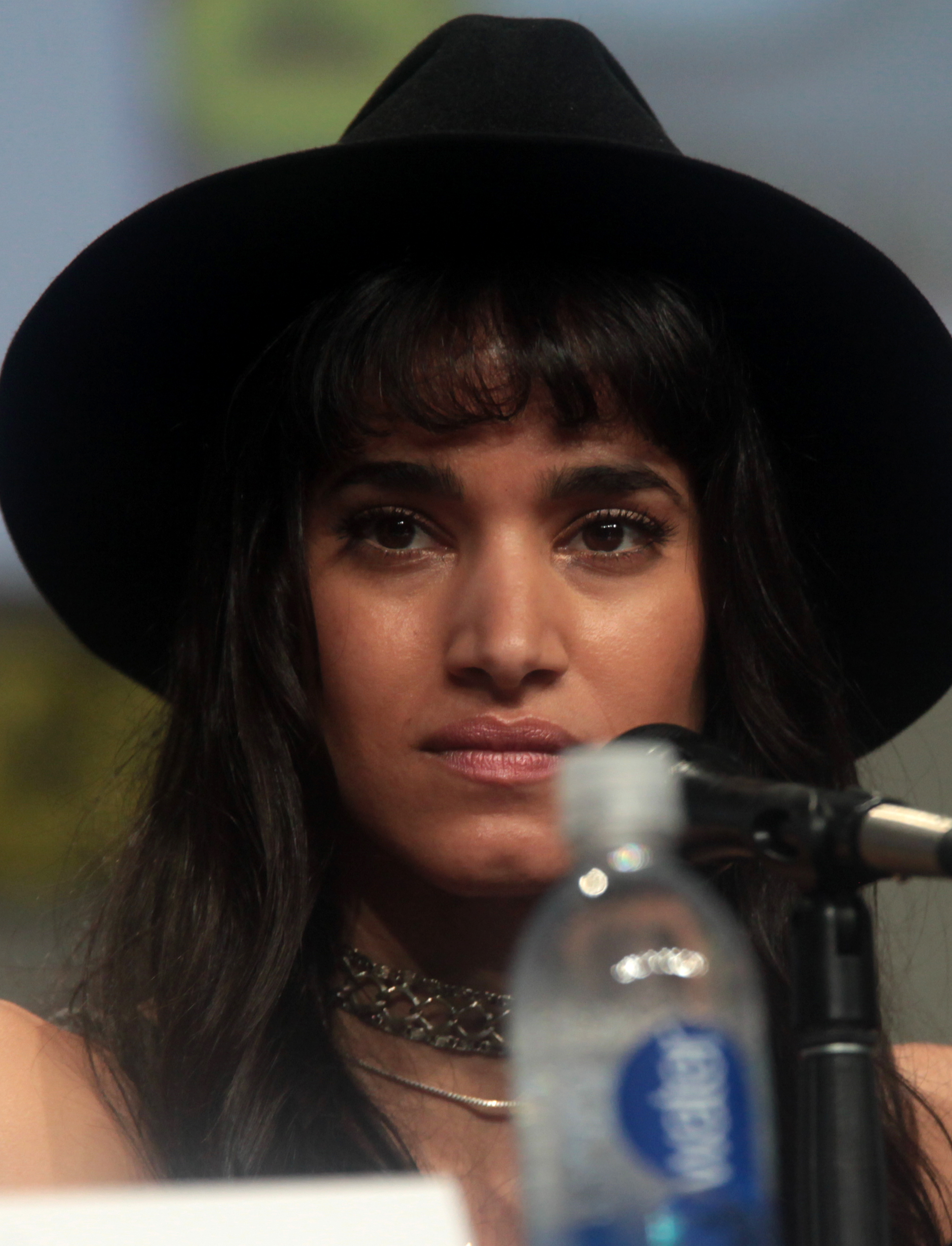
Boutella en la Convención Internacional de Cómics de San Diego de 2014.

| Cantante/Banda          | Tema                                     | Año  | Notas |
| ----------------------- | ---------------------------------------- | ---- | ----- |
| Cesária Évora           | "Nutridinha"                             | 2001 | [ 7 ] |
| Jamiroquai              | "Little L"                               | 2001 | [ 7 ] |
| Matt Pokora             | "Showbiz (The Battle)"                   | 2004 |       |
| BodyRockers             | "I Like the Way"                         | 2005 | [ 7 ] |
| Axwell                  | "Feel the Vibe ('Til the Morning Comes)" | 2005 | [ 7 ] |
| Madonna                 | "Hung Up"                                | 2005 | [ 7 ] |
| Madonna                 | "Sorry"                                  | 2006 | [ 7 ] |
| Rihanna                 | "SOS"                                    | 2006 |       |
| Chris Brown             | "Wall to Wall"                           | 2007 | [ 7 ] |
| Matt Pokora             | "Dangerous"                              | 2008 |       |
| Madonna                 | "Celebration"                            | 2009 |       |
| Usher                   | "Hey Daddy"                              | 2009 |       |
| Beat Freaks/The Geminiz | "Jump II"                                | 2010 |       |
| Ne-Yo                   | "Beautiful Monster"                      | 2010 |       |
| Ne-Yo                   | "Champagne Life"                         | 2010 |       |
| Michael Jackson         | "Hollywood Tonight"                      | 2011 | [ 8 ] |
| Take That               | "Get Ready For It"                       | 2015 | [ 9 ] |
| Thirty Seconds To Mars  | "Rescue Me"                              | 2018 |       |
| Madonna                 | "God Control"                            | 2019 |       |
| Bebe Rexha              | "Last Hurrah"                            | 2019 |       |
| Foo Fighters            | "Shame Shame"                            | 2020 |       |